# Фаунтин Грин (Јута)
Фаунтин Грин (енгл. Fountain Green) град је у америчкој савезној држави Јута.

## Демографија
По попису из 2010. године број становника је 1.071, што је 126 (13,3%) становника више него 2000. године.
| Група             | 2000.       | 2010.       |
| Белци             | 887 (93,9%) | 961 (89,7%) |
| Афроамериканци    | 1 (0,1%)    | 6 (0,6%)    |
| Азијати           | 0 (0,0%)    | 0 (0,0%)    |
| Хиспаноамериканци | 49 (5,2%)   | 91 (8,5%)   |
| Укупно            | 945         | 1.071       |